# 大気光学現象

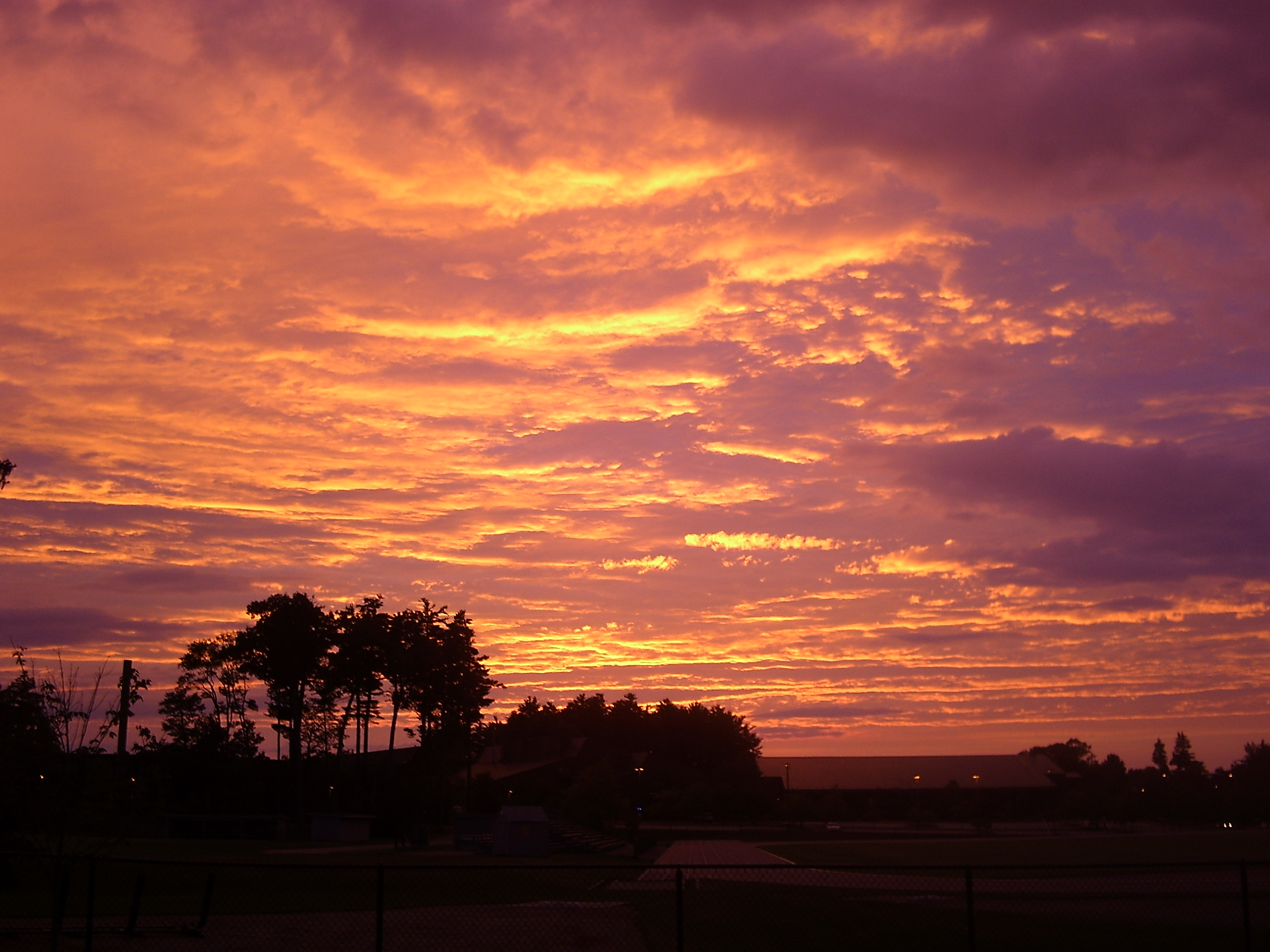
大気光学現象の1つである夕焼け

大気光学現象（たいきこうがくげんしょう）とは、大気そのものや、大気中の水滴や氷晶（雲や霧など）によって、太陽または月の光が反射、屈折、回折などを起こすことによって見える光学現象一般を指す。大気光象 （たいきこうしょう）、気象光学現象 （きしょうこうがくげんしょう） とも呼ぶ。
光の経路や氷晶の形などによる分類は目安を示した。複雑なものや観測例が少ないものに関しては、分類が不正確な場合がある。

## 大気そのものによる

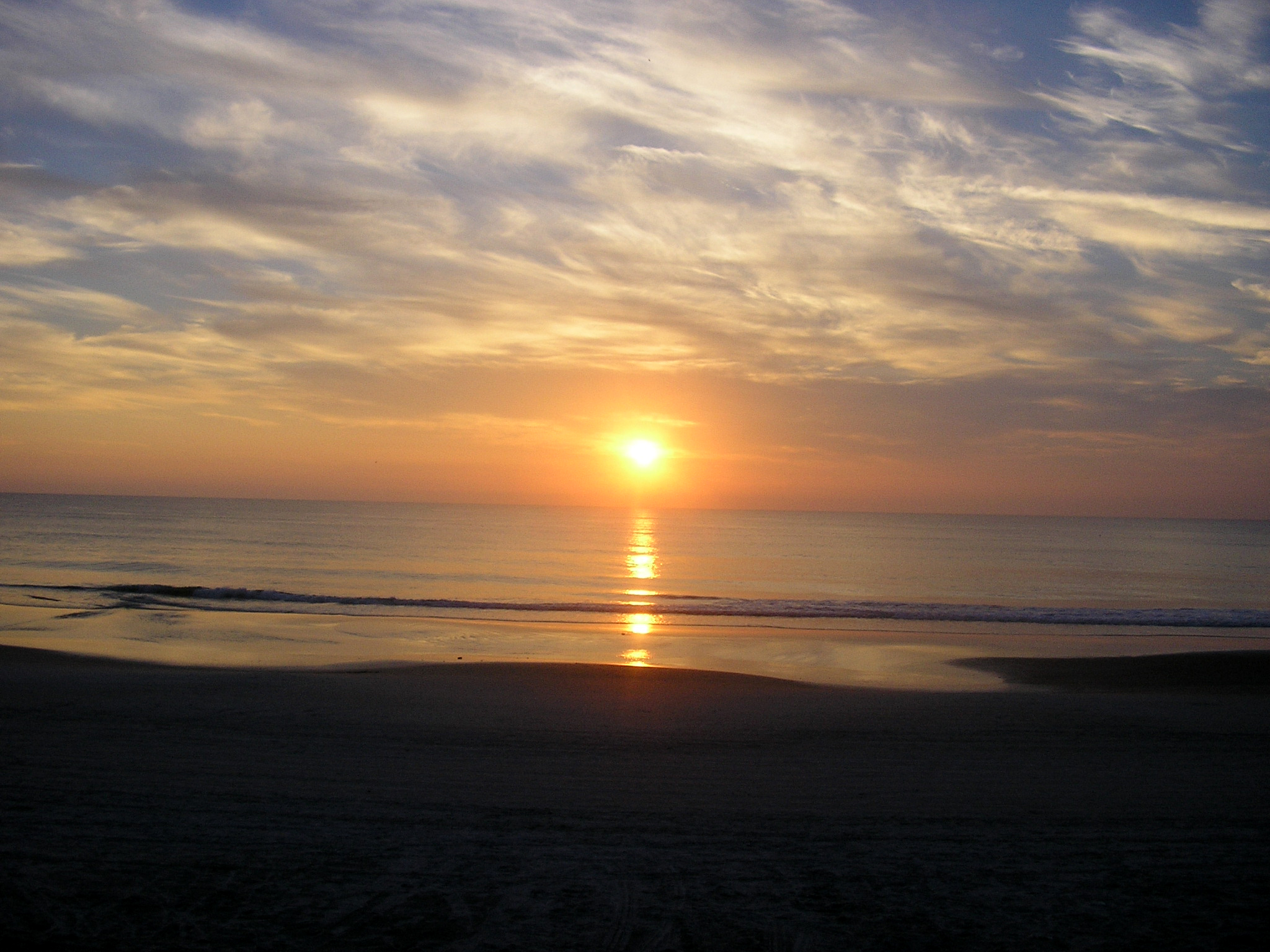
朝焼け

- ※空 - 空の色などに関して。夜の空に関しては夜を参照。
- 朝焼け、夕焼け
  - 山頂光（アルペングロー）(Alpenglow)
- ブルーモーメント
- 薄明
- グリーンフラッシュ
- 大気光
- 影 - 大気だけではなく、物体によって起こされる。
  - 地球影、雲陰
- 蜃気楼
  - 上位蜃気楼（四角い太陽）
  - 下位蜃気楼（逃げ水、浮島）
  - 側方蜃気楼（鏡映蜃気楼、不知火）
- 陽炎
- 大気差（大気レンズ） - 大気の高度により屈折率が異なる関係などで、天体が実際よりも少し浮き上がって見える。

## 水滴による
- 虹
  - 主虹（1次の虹）
  - 副虹（2次の虹）
  - 反射虹
  - アレキサンダーの暗帯
  - 過剰虹（干渉虹）
  - 白虹（赤虹、雲虹、霧虹）
  - 月虹
- 彩雲
- 光冠（光環、コロナ、オーレオール）
  - ビショップの環

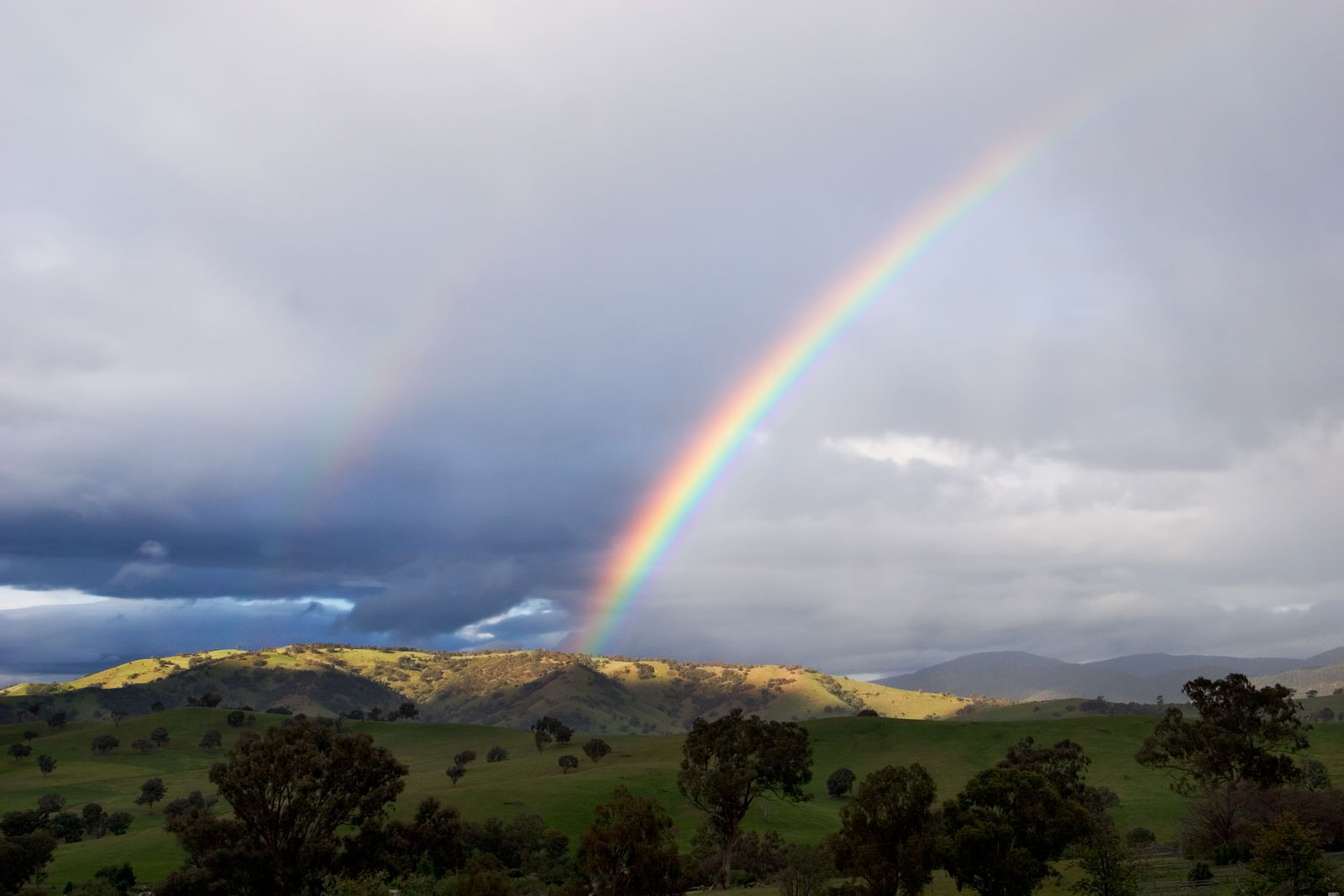
虹

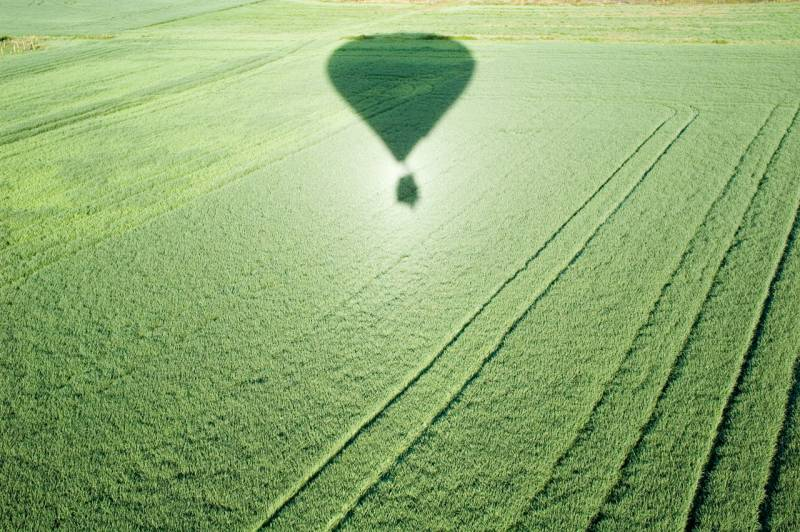
稲田の御光がバルーンの周りに見える

- ブロッケン現象（光輪、グローリー；ブロッケンの妖怪、御来迎）
- 薄明光線（光芒；天使の梯子、ヤコブの梯子、レンブラント光線）
- 反薄明光線（裏後光）
- ハイリゲンシャイン (en:Heiligenschein) - 天体の写真を撮影する際の衝効果と同じ。地球上で微水滴などによって起こるものをこう呼ぶ。
  - 稲田の後光は、特に珍しくないが、同様の現象で、水滴による光の屈折による。別名。「山の御光」、「海の御光」、「露の後光」。

## 氷晶による

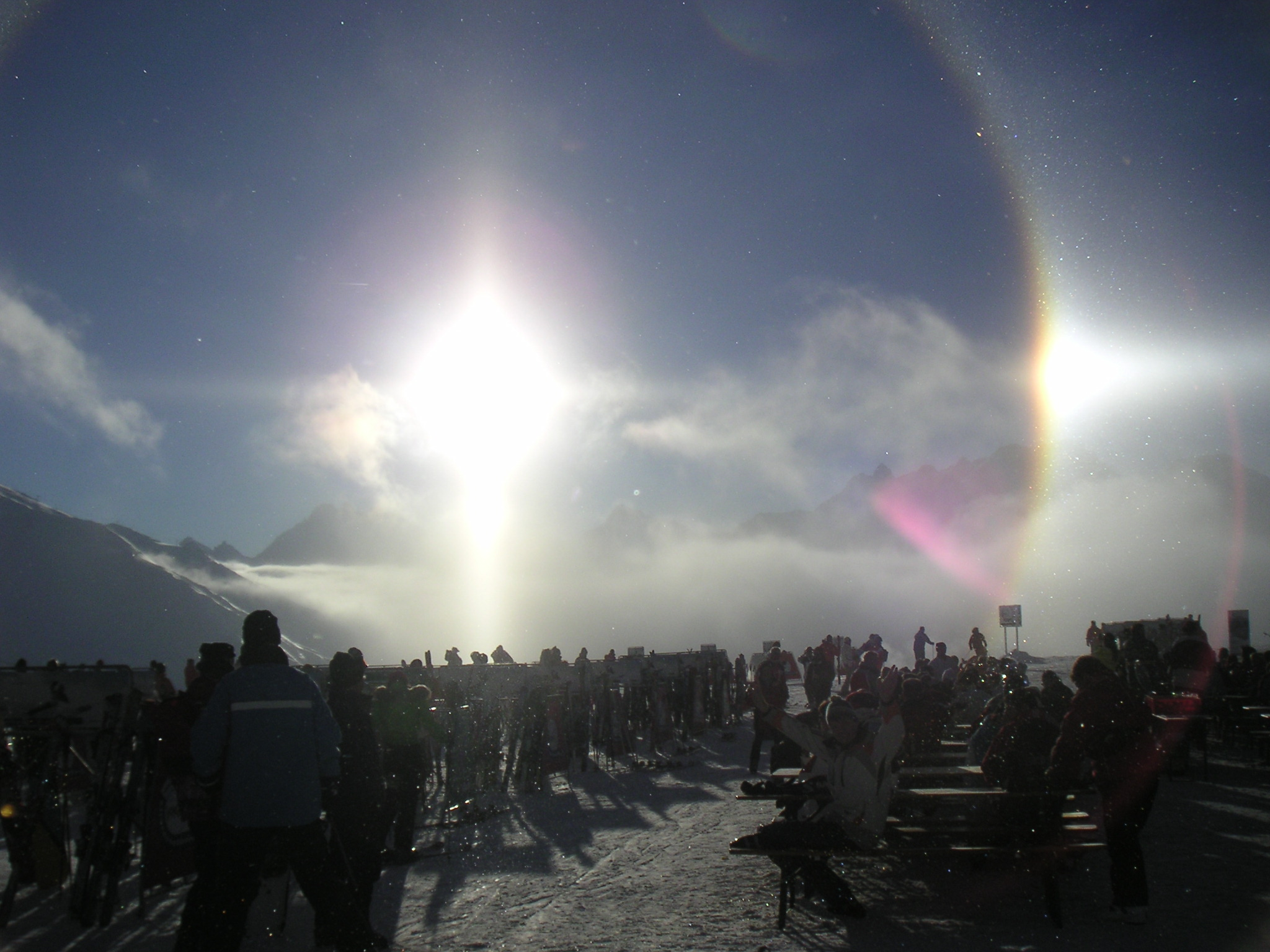
内暈と幻日

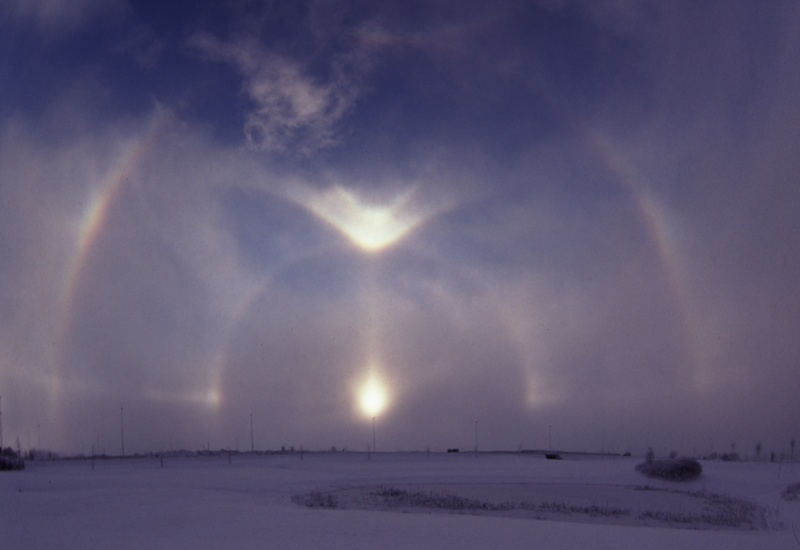
内暈、外暈、上部タンジェントアーク、サンベックス型上部パリーアーク、環天頂アーク、幻日環、太陽アーク

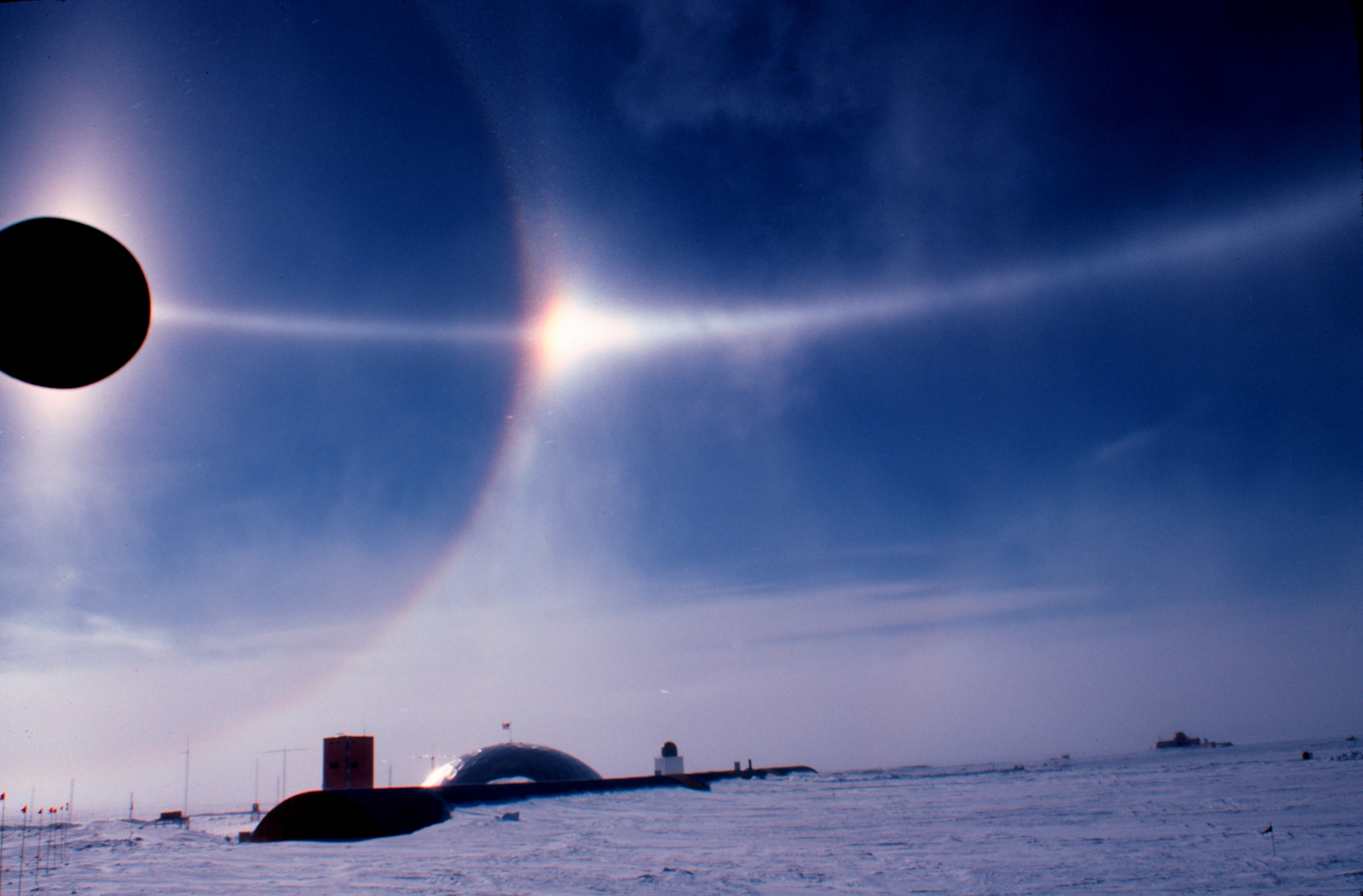
内暈、幻日環、幻日と淡いローウィッツアーク、太陽柱

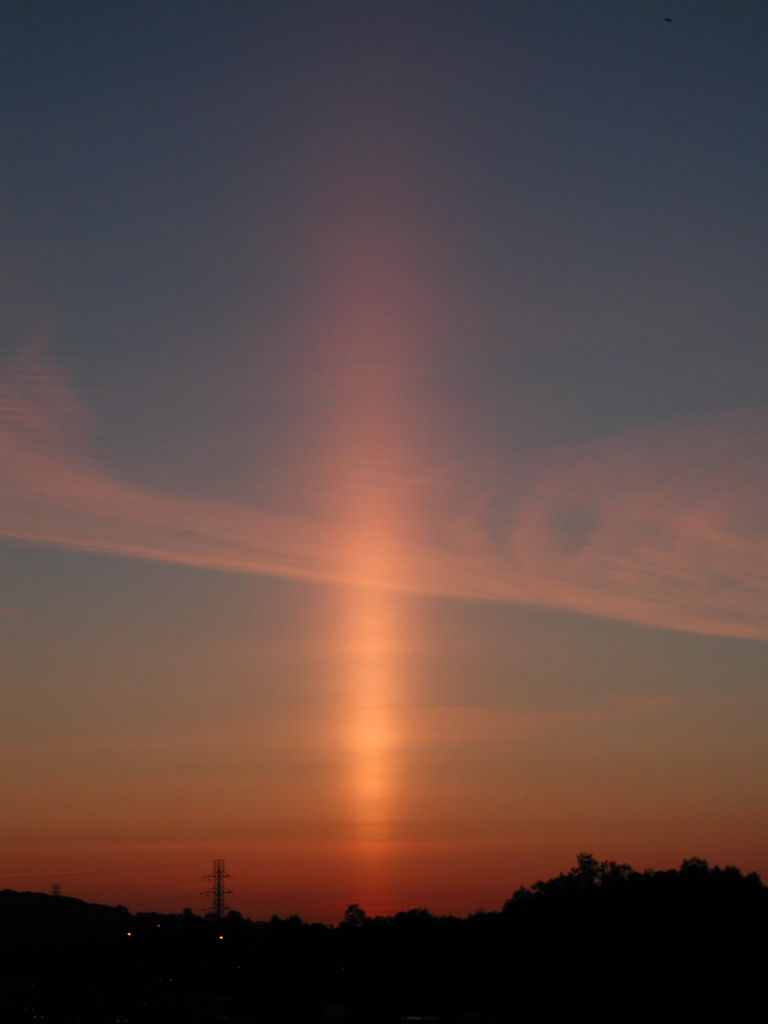
太陽柱

### 屈折
六角柱氷晶
- 暈（ハロ、白虹）
  - 内暈（22度ハロ）
  - 外暈（46度ハロ）
- 外接ハロ - 太陽高度によって、外接ハロかタンジェントアークのどちらかが出現する。
  - タンジェントアーク
    - 上端接弧（上部タンジェントアーク）
    - 下端接弧（下部タンジェントアーク）
- ラテラルアーク（接線弧）
  - 上部ラテラルアーク
  - 下部ラテラルアーク
- パリーアーク
  - サンベックス型上部パリーアーク
  - サンケーブ型上部パリーアーク
  - サンベックス型下部パリーアーク
  - サンケーブ型下部パリーアーク
- パリーラテラルアーク（テープアーク）
  - 上部パリーラテラルアーク
  - 下部パリーラテラルアーク

六角板氷晶
- 幻日
  - 幻月
- 44度幻日
- 環天頂アーク（環天頂弧、天頂環）
- 環水平アーク（環水平弧、水平環）

20面体氷晶
- 9度ハロ
- 35度ハロ
  - このほかにも、18度、20度、23度、24度などのハロがある。

### 反射
六角柱・六角板氷晶
- 幻日環

六角板氷晶
- 太陽柱（サンピラー）
- 映日

六角柱氷晶
- 太陽アーク

### 反射と屈折
六角板氷晶
- 120度幻日
- 映環天頂アーク - 環天頂アークに対応し、水平線下に対称に現れる。
- 映環水平アーク - 環水平アークに対応し、水平線下に対称に現れる。
- 映幻日
- 映幻日環
- カーンアーク - 必ず環天頂アークと同時に出現する。

六角柱氷晶
- 映日アーク
- 向日
- 向日アーク
  - ウェーゲナーアーク
  - ヘースティングアーク
  - トリッカーアーク
  - グリーンラーアーク
- 対日アーク（映向日アーク）

### 氷晶の回転
六角板氷晶
- ローウィッツアーク
  - 上部ローウィッツアーク
  - 中部ローウィッツアーク（環状ローウィッツアーク）
  - 下部ローウィッツアーク
- 46度接触アーク

### これ以外の複雑な機構
- モイラネンアーク

などがある。

### 氷晶によるが機構は不明
板氷晶
- リリェクヴィストの幻日 (Liljequist parhelion)
  - リリェクヴィストの映幻日 (Liljequist subparhelion)

## 氷雪による
- シルバンシャイン (Sylvanshine) - 夏の間や雪に覆われた時期の森林などで、光の再反射によって周囲がごく薄く照らされる現象。名称自体は広く知られていない。
- 氷映 (Ice Blink) - 雪原や氷河などに反射した光が雲に映るなどして見える白い光。